# لوچو د سانتیس
لوچو د سانتیس (ایتالیایی: Lucio De Santis؛ ‏ ۱۶ نوامبر ۱۹۲۲ – ۲۳ اوت ۲۰۰۶) بازیگر اهل ایتالیا بود.
از فیلم‌هایی که وی در آن نقش داشته‌است، می‌توان به رتلر کید، جانگو، جنگو، آماده مرگ باش، جنگ و صلح و اعدام اشاره کرد.